# Pfarrkirche Rottenbach

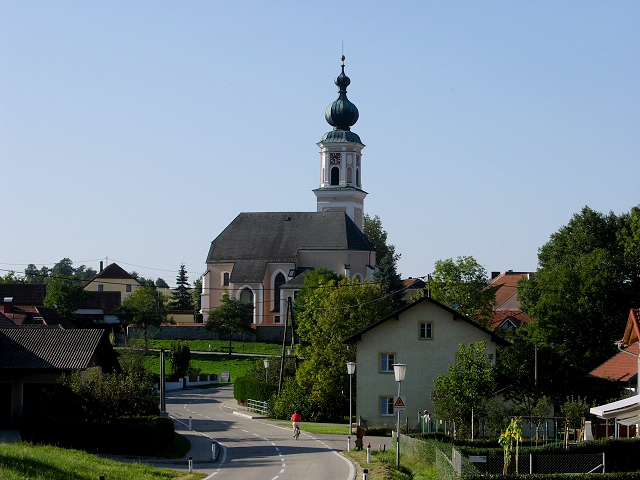
Kath. Pfarrkirche hl. Petrus in Rottenbach in Oberösterreich

Die Pfarrkirche Rottenbach steht im Ort Rottenbach in der Gemeinde Rottenbach in Oberösterreich. Die römisch-katholische Pfarrkirche hl. Petrus gehört zum Dekanat Kallham in der Diözese Linz. Die Kirche und der Friedhof und der Pfarrhof stehen unter Denkmalschutz.

## Geschichte
Eine Kirche wurde 1130 urkundlich genannt. 

## Architektur
Der spätgotische Kirchenbau zeigt sich mit einer hohen Ausrichtung und mit gut durchgeführten baulichen Details. An das einschiffige dreijochige netzrippengewölbte Langhaus schließt ein eingezogener zweijochiger netzrippengewölbter Chor mit einem Dreiachtelschluss an. Die dreiachsige Westempore hat ein Netzrippengewölbe. Der unten gotische Turm im nördlichen Chorwinkel hat eine barocke achtseitige Glockenstube und trägt einen Doppelzwiebelhelm. Das gotische Südportal mit Stabwerk mit einer gotisch beschlagenen Tür hat eine netzrippengewölbte Vorhalle.
Spätgotische Fresken Evangelistensymbole, Schweißtuch der Veronika, Blattrankenornamente im Chorgewölbe mit der Jahresangabe 1524 und die Darstellung hl. Georg an der nördlichen Langhauswand wurden 1956 aufgedeckt.

## Ausstattung
Der die ganze Chorbreite einnehmende Hochaltar im Stil des späten Rokoko (1774) trägt die Figurengruppe Berufung Petri und im Aufsatz eine frühbarocke Statue Muttergottes aus dem zweiten Drittel des 17. Jahrhunderts. Die Kanzel ist aus dem dritten Drittel des 17. Jahrhunderts. Die Seitenaltäre sind neugotisch. An der Orgelempore ist eine Halbfigurengruppe Heilige Familie aus dem dritten Viertel des 18. Jahrhunderts aus dem Schwanthaler-Kreis. Auch die Statue Christus an der Geißelsäule ist aus dem dritten Viertel des 18. Jahrhunderts.